# Marc Casadó
Marc Casadó Torras (Sant Pere de Vilamajor, 14 settembre 2003) è un calciatore spagnolo, centrocampista del Barcellona e della nazionale spagnola.

## Caratteristiche tecniche
Centrocampista difensivo, può giocare anche al centro della difesa o come terzino sinistro.

## Carriera

### Club
Casadó è entrato a far parte della Cantera del Barcellona nel 2016, proveniente dal Damm. Il 5 luglio 2022 ha firmato un contratto con i catalani fino al 2024 ed il 27 agosto ha debuttato con la squadra B nell'incontro di Primera Federación vinto 3-2 contro il Castellón.
Il 1º novembre successivo ha debuttato in prima squadra sostituendo Franck Kessié nel secondo tempo dell'incontro della fase a gironi di Champions League vinto 4-2 contro il Viktoria Plzeň. Il 2 marzo 2025 Martín segna il suo primo gol da professionista in una partita della Liga vinta 4-0 contro la Real Sociedad allo stadio olimpico Lluís Companys, mettendo a segno il gol del 2-0.

### Nazionale
Ha giocato nelle nazionali giovanili spagnole Under-16 e Under-17.
Nel novembre 2024 riceve la sua prima convocazione in nazionale maggiore, con cui esordisce il 15 novembre 2024 nel successo esterno in Nations League contro la Danimarca (1-2).

## Statistiche

### Presenze e reti nei club
Statistiche aggiornate al 16 marzo 2025.
| Stagione                  | Squadra                   | Campionato                | Campionato | Campionato | Coppe nazionali | Coppe nazionali | Coppe nazionali | Coppe continentali | Coppe continentali | Coppe continentali | Altre coppe | Altre coppe | Altre coppe | Totale | Totale | Totale |
| Stagione                  | Squadra                   | Comp                      | Pres       | Reti       | Comp            | Pres            | Reti            | Comp               | Pres               | Reti               | Comp        | Pres        | Reti        | Pres   | Reti   |        |
| ------------------------- | ------------------------- | ------------------------- | ---------- | ---------- | --------------- | --------------- | --------------- | ------------------ | ------------------ | ------------------ | ----------- | ----------- | ----------- | ------ | ------ | ------ |
| 2022-2023                 | Barcellona Atlètic        | PF                        | 34+2       | 0          |                 | -               | -               |                    | -                  | -                  |             | -           | -           | 36     | 0      |        |
| 2022-2023                 | Barcellona                | PD                        | 0          | 0          | CR              | 0               | 0               | UCL+UEL            | 1+0                | 0                  | SS          | 0           | 0           | 1      | 0      |        |
| 2023-2024                 | Barcellona Atlètic        | PF                        | 27+4       | 0          |                 | -               | -               |                    | -                  | -                  |             | -           | -           | 31     | 0      |        |
| Totale Barcellona Atletic | Totale Barcellona Atletic | Totale Barcellona Atletic | 61+6       | 0          |                 | -               | -               |                    | -                  | -                  |             | -           | -           | 67     | 0      |        |
| 2023-2024                 | Barcellona                | PD                        | 2          | 0          | CR              | 0               | 0               | UCL                | 2                  | 0                  | SS          | 0           | 0           | 4      | 0      |        |
| 2024-2025                 | Barcellona                | PD                        | 23         | 1          | CR              | 1               | 0               | UCL                | 10                 | 0                  | SS          | 2           | 0           | 36     | 1      |        |
| Totale Barcellona         | Totale Barcellona         | Totale Barcellona         | 25         | 1          |                 | 1               | 0               |                    | 13                 | 0                  |             | 2           | 0           | 41     | 0      |        |
| Totale carriera           | Totale carriera           | Totale carriera           | 86+6       | 1+0        |                 | 1               | 0               |                    | 13                 | 0                  |             | 2           | 0           | 108    | 1      |        |

### Cronologia di presenze e reti in nazionale
| Cronologia completa delle presenze e delle reti in nazionale ― Spagna | Cronologia completa delle presenze e delle reti in nazionale ― Spagna | Cronologia completa delle presenze e delle reti in nazionale ― Spagna | Cronologia completa delle presenze e delle reti in nazionale ― Spagna | Cronologia completa delle presenze e delle reti in nazionale ― Spagna | Cronologia completa delle presenze e delle reti in nazionale ― Spagna | Cronologia completa delle presenze e delle reti in nazionale ― Spagna | Cronologia completa delle presenze e delle reti in nazionale ― Spagna |
| Data                                                                  | Città                                                                 | In casa                                                               | Risultato                                                             | Ospiti                                                                | Competizione                                                          | Reti                                                                  | Note                                                                  |
| --------------------------------------------------------------------- | --------------------------------------------------------------------- | --------------------------------------------------------------------- | --------------------------------------------------------------------- | --------------------------------------------------------------------- | --------------------------------------------------------------------- | --------------------------------------------------------------------- | --------------------------------------------------------------------- |
| 15-11-2024                                                            | Copenaghen                                                            | Danimarca                                                             | 1 – 2                                                                 | Spagna                                                                | UEFA Nations League 2024-2025 - 1º turno                              | -                                                                     | 70’                                                                   |
| 18-11-2024                                                            | Santa Cruz de Tenerife                                                | Spagna                                                                | 3 – 2                                                                 | Svizzera                                                              | UEFA Nations League 2024-2025 - 1º turno                              | -                                                                     |                                                                       |
| Totale                                                                |                                                                       | Presenze                                                              | 2                                                                     |                                                                       | Reti                                                                  | 0                                                                     |                                                                       |

## Palmàres

### Club
- Supercoppa di Spagna: 1

Barcellona: 2025
- Coppa di Spagna: 1

Barcellona: 2024-2025
- Campionato spagnolo: 1

Barcellona: 2024-2025